# Claravis
Claravis là một chi chim trong họ Columbidae.